# Marcelo Gonçalves de Oliveira
Marcelo Gonçalves de Oliveira (São Paulo, 17 de abril de 1971), conhecido como Piracaia, é um ex-futebolista brasileiro que atuava como meia-atacante. Atualmente defende o MuSa-2, além de acumular a função de auxiliar-técnico. Também possui cidadania finlandesa.

## Carreira
Revelado pelo Bragantino, Piracaia jogou a maior parte de sua carreira na Finlândia, onde chegou em 1992. Suas passagens de maior destaque no país escandinavo foram pelo Jazz (195 jogos e 34 gols) e no HJK Helsinki (47 jogos e 4 gols), onde foi campeão da Copa da Finlândia em 1998. Também vestiu as camisas de KTP Kotka, Atlantis (ambas por empréstimo), Hämeenlinna, Jaro, FC PoPa e MuSa, quando parou de jogar. Voltou aos gramados 2 anos depois, jogando no Musa-4, e desde 2018 é jogador e auxiliar-técnico do MuSa-2.
Fora da Finlândia, jogou por USM Blida (Argélia), Monastir (Tunísia) e AIK (Suécia).

## Títulos
HJK
- Copa da Finlândia: 1998

FC Jazz
- Campeonato Finlandês: 1993 e 1996

AIK
- Campeonato Sueco: 1998